# Grande Mesquita de Alepo
A Grande Mesquita de Alepo (árabe: جامع حلب الكبير Halab Jami 'al-Kabir) ou a Mesquita Omíada de Alepo (Masjid al-Halab Umayya BI) é a maior e mais antiga mesquita da cidade de Alepo no norte da Síria. A presente  mesquita data do século XIII, no período mameluco, apenas o minarete seljúcida é de 1090. O minarete porém foi destruído durante os combates em 24 de abril de 2013.
Acredita-se que a mesquita abrigue os restos mortais de Zacarias, pai de João Batista. Ela está localizada na parte antiga da cidade.

## História
O local onde se encontra a Grande Mesquita era uma ágora do período helenístico que mais tarde tornou-se o jardim da Catedral de Santa Helena (território) durante o governo era cristã da Síria.
A construção da mesquita foi iniciada por volta de 715 e foi construída onde era o cemitério da catedral. A obra foi iniciada pelo califa omíada Ualide I e foi concluída por seu sucessor, Solimão, em 717.
Na segunda metade do século XI, os mirdássidas controlavam Alepo e construíram uma fonte no pátio da mesquita. O minarete de 45 metros de altura da Grande Mesquita foi restaurado por Alboácem Maomé ibne Alcaxabe, dos seljúcidas, em 1090. A mesquita foi restaurada e ampliada pelo sultão Noradine em 1169 após um grande incêndio que destruiu a estrutura omíada anterior; Mais tarde, os mamelucos fizeram novas alterações.
Em 1260, a mesquita inteira foi arrasada pelos mongóis.
O pátio e minarete da mesquita foram renovados em 2003.
Em 13 de outubro de 2012, a mesquita foi seriamente danificada durante os confrontos entre os grupos armados do Exército Livre da Síria e forças do exército sírio. O presidente Bashar al-Assad emitiu um decreto presidencial para formar um comitê para reparar a mesquita até o final de 2013. Em 24 de abril 2013, o minarete da mesquita foi reduzida a escombros durante uma troca de tiros de armas pesadas entre as forças governamentais e rebeldes durante o curso da Guerra Civil Síria. A Agência de Notícias Árabe Síria (SANA) informou que os membros da Jabhat al-Nusra detonaram explosivos dentro do minarete, enquanto ativistas afirmaram que o minarete foi destruído pelo Exército Sírio.

## Arquitetura
A Grande Mesquita foi construída em torno de um vasto pátio que se conecta a áreas diferentes da mesquita. O pátio é famoso por seu pavimento de pedra preta e branca, que forma complexos padrões geométricos, e onde se encontram duas fontes.

## Galeria

A Grande Mesquita de Alepo
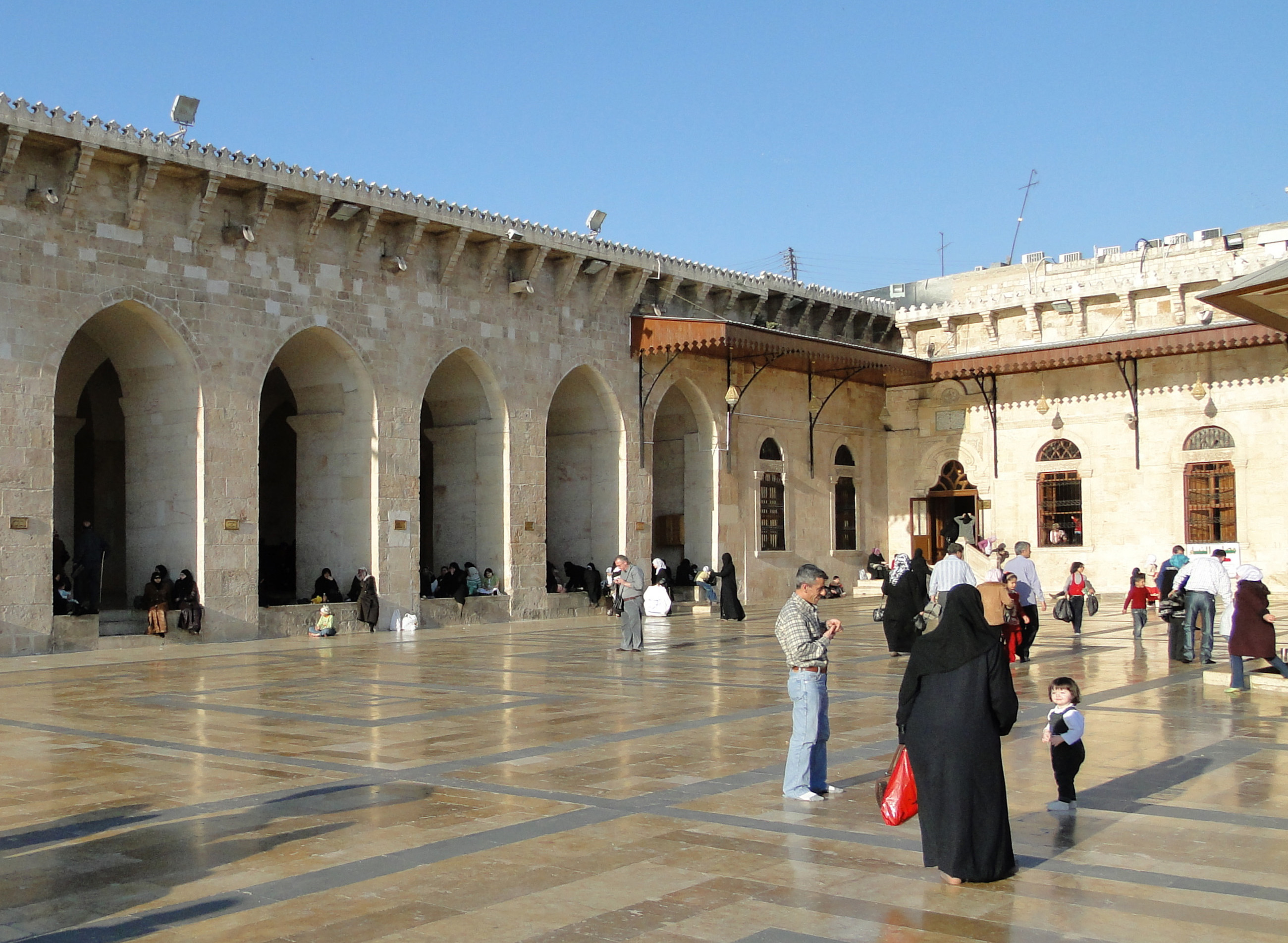
Jardim interno
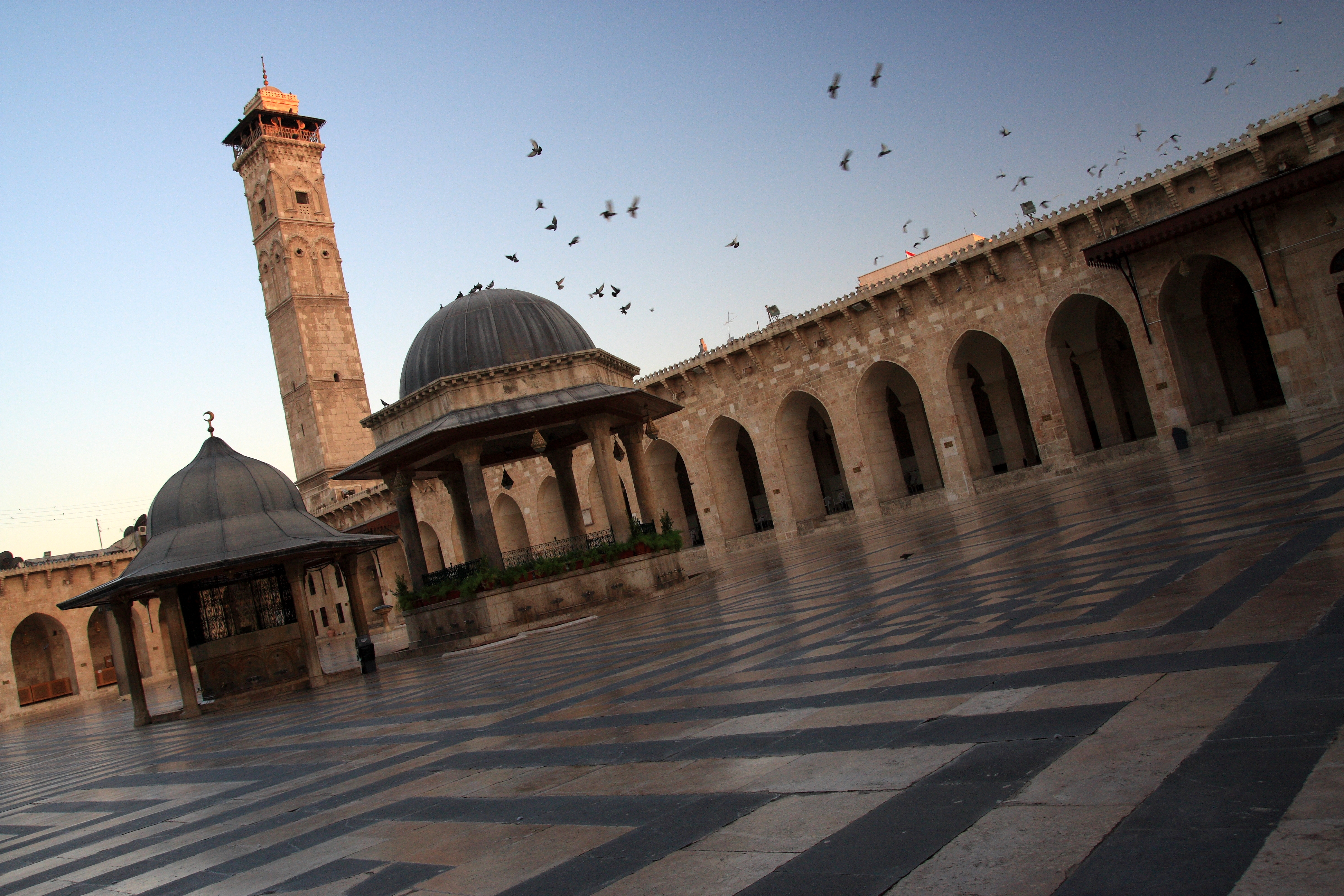
O minarete
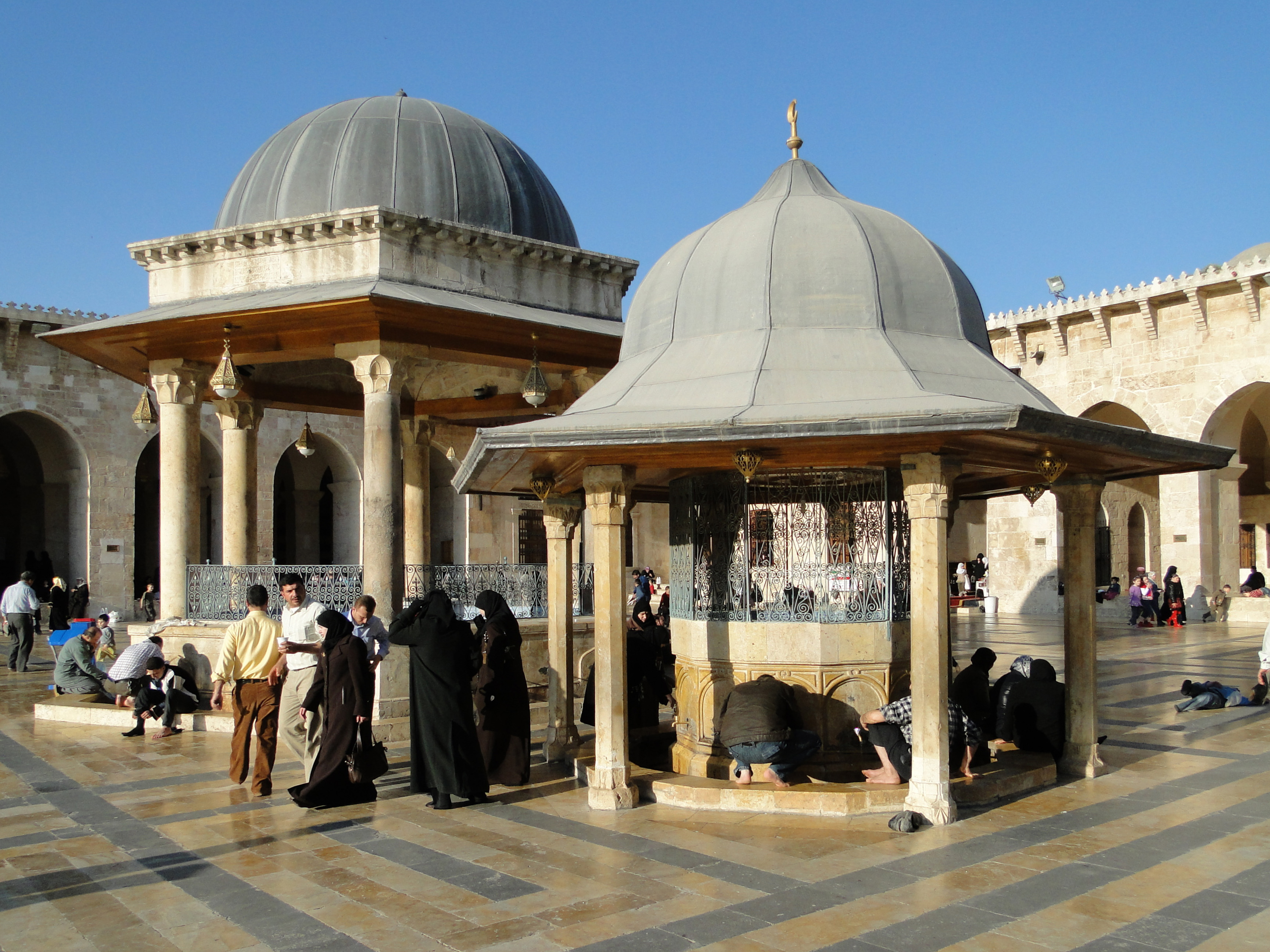
As fontes
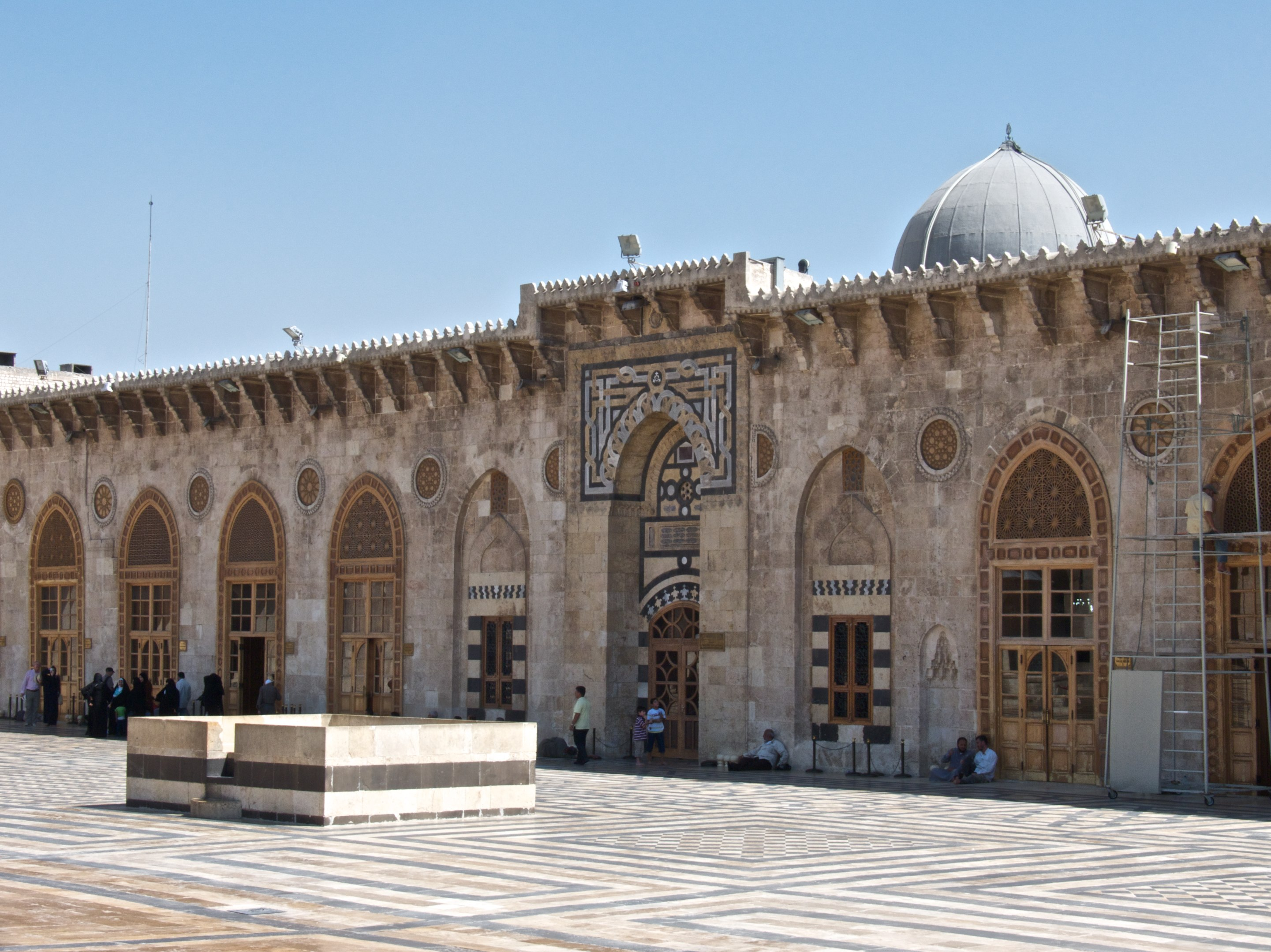
Fachada interna
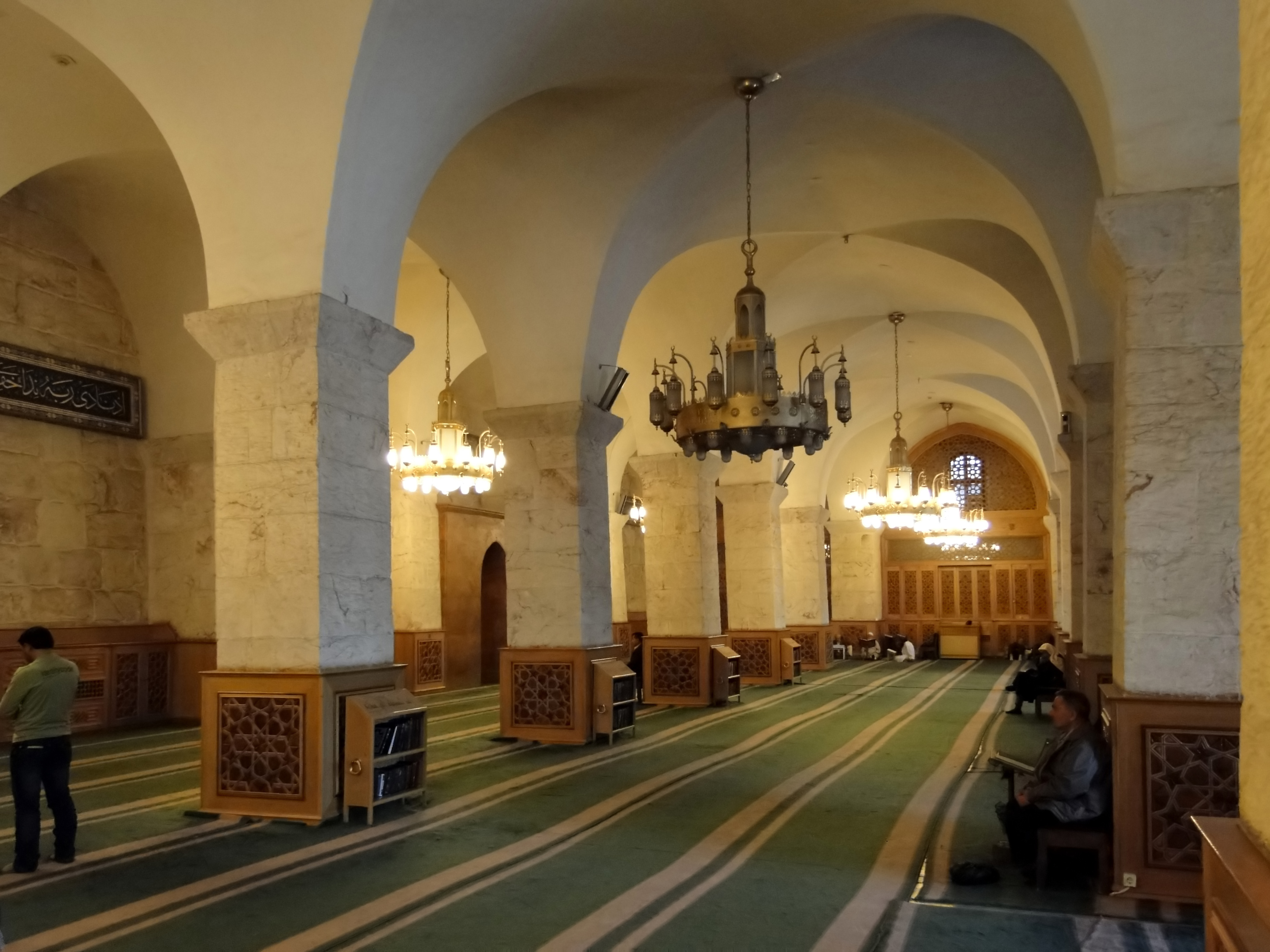
Interior da Mesquita
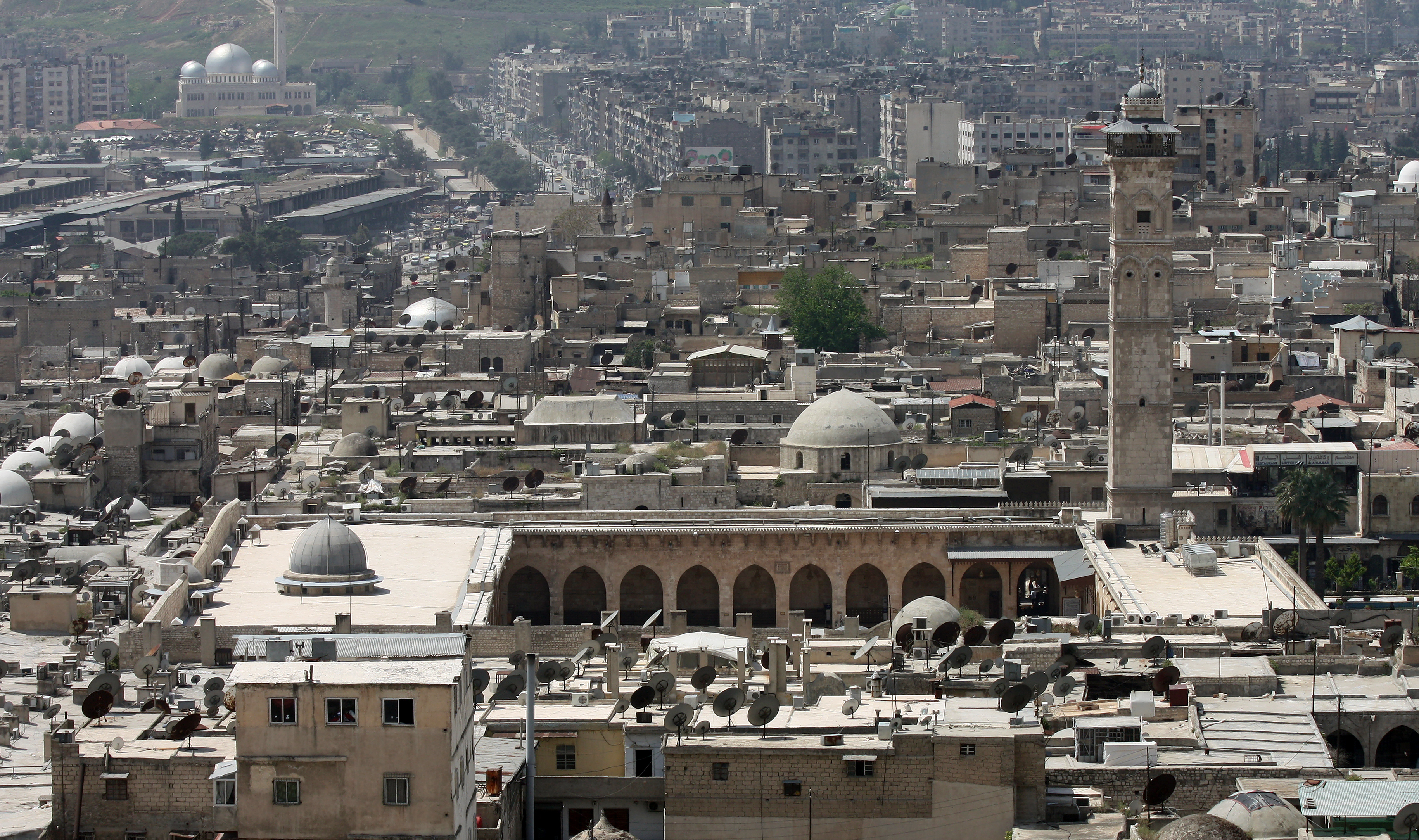
Vista da cidadela